# Otto Petras
Otto Petras (* 30. August 1886 Burgsteinfurt; † 20. November 1945 in Berlin) war ein deutscher evangelischer Pastor, Nationalbolschewist, Anhänger Erich Ludendorffs und Leiter von Jugendbesserungsanstalten.

## Werdegang
1912 schloss er ein Studium der Theologie in Breslau ab, 1913 wurde er zum evangelischen Pfarrer ordiniert. 1914 wurde er Pfarrer in Konotop (Kolsko). Am 7. August 1914 heiratete er in Biesnitz, Margarete Adelheid Anna Emma Wanda Scheibert, mit der er drei Söhne und zwei Töchter hatte.
Er wurde im Ersten Weltkrieg eingesetzt und als Hauptmann der Reserve entlassen.
Er war ständiger Autor bei der Zeitschrift „Widerstand. Zeitschrift für nationalrevolutionäre Politik“.
Von 1923 bis 1933 leitete er die Provinzial-Erziehungsanstalt in Wohlau, dem heutigen Wołów. Er war dort entlassen worden, weil er sich geweigert hatte, eine Flagge zu hissen.
Im Kontext des Gesetzes zur Wiederherstellung des Berufsbeamtentums plädierte er gegenüber Johann von Leers für eine „rechtliche Achtung und Sicherung der deutschen Nichtchristen“.
Vom 1. Oktober 1934 bis zum 28. Februar 1935 war Petras Leiter des Nordsee-Pädagogiums in Wyk auf Föhr. Sein längeres Verbleiben auf dieser Stelle wurde von der Regierung in Schleswig untersagt, weil diese ihn als Gegner des nationalsozialistischen Staates betrachtete. Danach war Petras bis 1945 Anstaltsdirektor in Rohrlach (Trzcińsko) bei Jannowitz Landkreis Hirschberg im Riesengebirge.

## Veröffentlichungen
- Der Begriff des Bösen in Kants Kritizismus und seine Bedeutung für die Theologie.
- Der deutsche Protestantismus auf dem Wege nach Rom : 1530–1930
- »Die Stunde der Stoa« »Der Widerstand« Oktober 1934.